# Robert A. Dillon
Robert Dillon (New York, 13 febbraio 1889 – Los Angeles, 28 novembre 1944) è stato uno sceneggiatore e regista statunitense.
Era fratello del regista John Francis Dillon.

## Filmografia

### Sceneggiatore
- The Key to Yesterday, regia di John Francis Dillon (1914)
- The Last of the Mohicans, regia di Clarence Brown e Maurice Tourneur (1920)
- Partners of Fate, regia di Bernard J. Durning (1921)
- The Lamplighter, regia di Howard M. Mitchell (1921)
- Buffalo Bill (In the Days of Buffalo Bill), regia di Edward Laemmle - serial (1922)
- The Radio King, regia di Robert F. Hill - serial (1922)

- The Divine Sinner, regia di Scott Pembroke (1928)
- Thundering Thompson, regia di Ben F. Wilson (1929)
- The Voice from the Sky, regia di Ben F. Wilson (1929)
- La città perduta (The Lost City), regia di Harry Revier (1935)
- Wilderness Mail, regia di Forrest Sheldon (1935)
- Orchids to You, regia di William A. Seiter (1935)
- Fighting Youth, regia di Hamilton MacFadden (1935)
- Parole!, regia di Lew Landers (1936)
- Slaves in Bondage, regia di Elmer Clifton (1937)

### Regista
- The Santa Fe Trail, co-regia di Ashton Dearholt - serial (1923)
- The Flame Fighter - serial (1925)
- Phantom Police (1926)